# Gunnar Nordahl
Gunnar Nordahl (Hörnefors, 19 d'octubre, 1921 - L'Alguer, 15 de setembre, 1995) va ser un destacat futbolista suec i entrenador de futbol.
Fou un dels integrants del famós trio de davanters del Milan i de la selecció sueca anomenat "Gre-No-Li". A Suècia guanyà quatre campionats amb l'IFK Norrköping. Durant l'etapa sueca, Nordahl marcà 149 gols en 172 partits. Fou traspassat al Milan el 1949. En les seves vuit temporades al club fou màxim golejador de la lliga en 5 ocasions. En total marcà 225 gols en 291 partits a Itàlia, només superat per Silvio Piola. Al Milan és el màxim golejador de la història amb 210 gols de lliga. Posteriorment jugà dues temporades a l'AS Roma.
Amb la selecció del seu país només va poder jugar 30 partits (amb 44 gols, una elevada mitjana d'1,5 gols per partit), ja que en aquella època el professionalisme no era permès a la selecció. Va guanyar la medalla d'or als Jocs Olímpics de Londres 1948 on fou el màxim golejador.
Era germà dels també futbolistes Bertil i Knut Nordahl.

## Palmarès
- 1 Medalla d'or als Jocs Olímpics
- 2 Copa Llatina
- 2 Lliga italiana de futbol
- 4 Copa italiana de futbol
- 4 Lliga sueca de futbol
- 2 Copa sueca de futbol